# 八幡物産
八幡物産株式会社（やわたぶっさん）は、鳥取県米子市の企業。主にテレビショッピングでローヤルゼリーやグルコサミン、ブルーベリー、香醋、クロレラなどの健康食品を販売する。1975年（昭和50年）9月4日に設立され、2006年（平成18年）からは「やわた」をブランド名としている。

## 概要
テレビショッピング・テレビCMでは、社長自らが商品説明をしている。
長年主力商品であったローヤルゼリーのほか、近年加えてグルコサミンやブルーベリー、香醋、クロレラなどを販売し、成長を遂げている。
2001年国内で狂牛病発生後ソフトカプセルを動物性コラーゲンからフィッシュコラーゲンに切り替えた会社でもある。
ローヤルゼリーは長門裕之・南田洋子夫婦をCMに起用していたが、近年は船越英一郎や木の実ナナをCMに起用している。
店舗展開もしてドラッグストアで商品販売もしている。
2006年（平成18年）からは、ブランド名を「やわた」、キャッチフレーズを「元気をふやそっ！」として、テレビCMやテレビショッピングを展開しているほか、AMラジオ局向けにラジオCMを流している（JRTラジオでは実際に、ナイター番組の水曜版にてラジオCMを流している（2006年度はスポンサー扱い、2007年度は実質スポット扱い））。
2011年（平成23年）には中国に法人を立ち上げ、海外進出をめざす。
なお、同社提供のテレビショッピング番組では番組の終盤に公共広告機構（現：ACジャパン）の「メンバーが、足りない。」（30秒ver.）がかつて流れていたことがあった。

## 放送局

### 地上波
- テレビ岩手
- 山形テレビ
- 福島放送
- 北日本放送
- 石川テレビ
- テレビ信州
- 瀬戸内海放送
- サンテレビ
- 愛媛朝日テレビ
- テレビ高知
- 大分放送

### 衛星放送
- EXスポーツ
- EXエンタテイメント
- ホームドラマチャンネル

など